# Resistência Nacional dos Estudantes de Timor-Leste

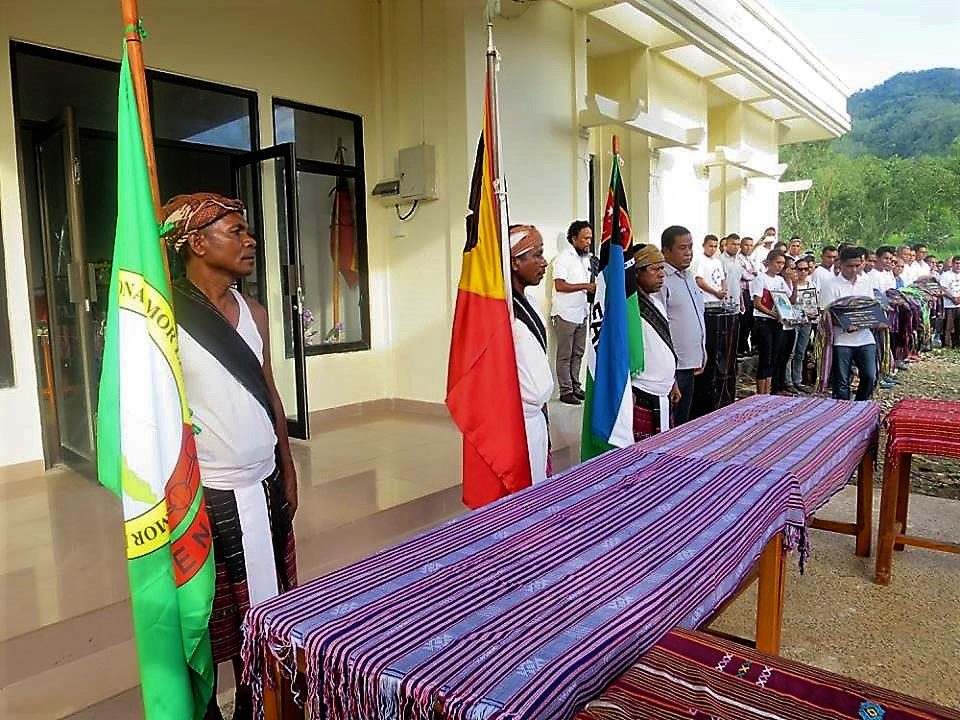
Gedenkfeier für Märtyrer der RENETIL (2017). Die grüne Flagge ist die Fahne der RENETIL.

Die Resistência Nacional dos Estudantes de Timor-Leste RENETIL (deutsch Nationale Widerstandsbewegung der Studenten Osttimors) war die Widerstandsbewegung der außerhalb Osttimors Studierenden gegen die indonesische Besetzung des Landes zwischen 1975 und 1999.

## Geschichte

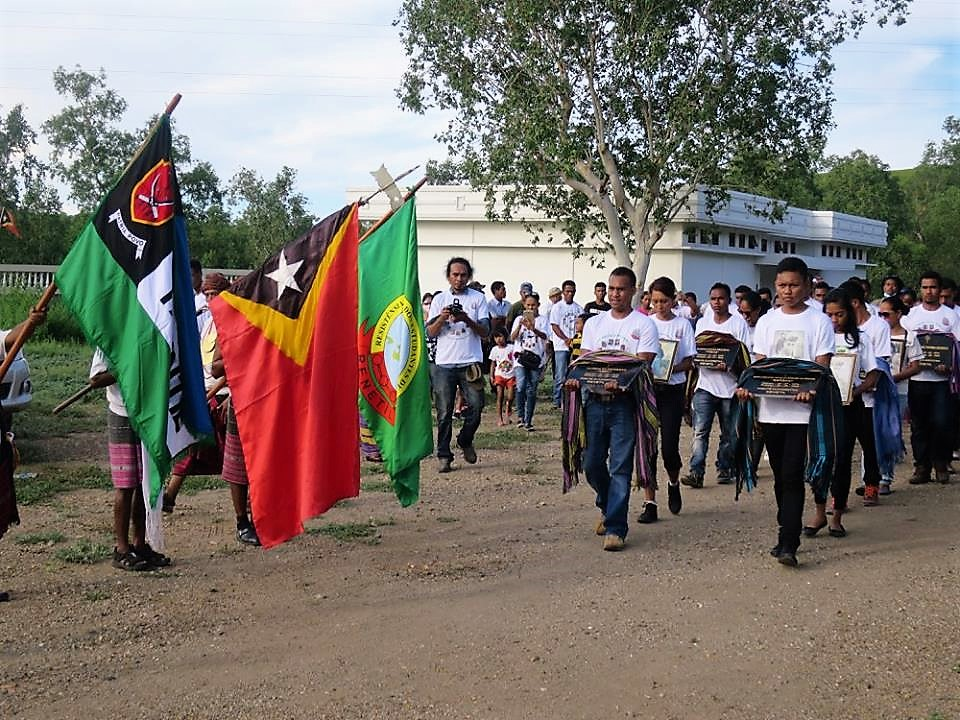
Gedenkfeier auf dem Heldenfriedhof in Metinaro

Die RENETIL wurde am 20. Juni 1988 im indonesischen Denpasar auf Bali von zehn osttimoresischen Studenten gegründet. Die Führung übernahm Fernando de Araújo als Generalsekretär. Schnell dehnte sich die Organisation auch auf andere indonesische Städte mit osttimoresischen Studenten aus.
Infolge des Santa-Cruz-Massakers in Dili 1991, organisierte die RENETIL eine Woche später ihre erste Demonstration in Jakarta. Ursprünglich sollte sie mit der Zwischenlandung der Delegation des Parlaments Portugals auf den Weg nach Osttimor stattfinden, doch die Reise wurde abgesagt. Aus jeder Regionalgruppe der RENETIL wurden Demonstranten nach Jakarta geschickt, so aus Yogyakarta zum Beispiel acht. Insgesamt demonstrierten am 19. November 72 Personen vor dem Büro der Vereinten Nationen. Als sie die Straße in Richtung japanische Botschaft überquerten, wurden alle verhaftet. Fernando de Araújo wurde am 24. November verhaftet und wegen Subversion zu neun Jahren Gefängnis, von denen er mehr als sechs Jahre absaß. Auch die restliche Führungsebene wurde festgenommen. José Antonio Neves, der als Ersatz für Araújo gewählt wurde, wurde nur vier Monate später inhaftiert.
Die RENETIL blieb trotzdem bestehen und versuchte nun den Osttimorkonflikt zu „indonisieren“, indem man mit indonesischen Oppositionsgruppen in Kontakt trat, die gegen das Suharto-Regime kämpften. Die Hauptorganisationen waren die People’s Democratic Union PRD und die Student Solidarity for Democracy SMID. Sie gründete die Solidaritätsbewegung Indonesian People’s Solidarity with the Maubere People SPRIM. Diese Kooperation führte auch zu einem Umdenken innerhalb der indonesischen Demokratiebewegung über die Osttimorfrage. Andererseits wurde die Demokratiebewegung selbst durch die osttimoresischen Studenten vorangetrieben. Sie bildeten oft das Herz der Gruppen und förderten auch eine militantere Linie. Während die Indonesier auf Demonstrationen meist friedlich protestierten, warfen die Osttimoresen Steine und verbrannten Bilder von Präsident Suharto, was Auswirkungen auf die Reaktionen des Militärs auf die Demonstrationen und die Bewegung hatte.
Außerdem begann man die Ikatan Mahasiswa dan Pelajar Timor Timur IMPETTU (deutsch Studenten Timor Timurs, auch IMPETU), die staatliche indonesisch-osttimoresische Studentenorganisation, zu unterwandern. Schon seit 1989 waren alle IMPETTU-Führer in Denpasar Mitglieder der RENETIL. 1993 und 1994 gewannen RENETIL-Mitglieder mehrere interne IMPETTU-Wahlen. Das indonesische Militär und der indonesische Gouverneur Osttimors José Abílio Osório Soares begannen daraufhin ihr Veto gegen ihnen unliebsame Kandidaten einzulegen. Die RENETIL begann diese Maßnahme zu umgehen, indem ab 1996 die einzelnen IMPETTU-Ortsverbände nach und nach ihren offiziellen Status und ihre politischen Programme änderten, hin zu Unterstützern der Unabhängigkeit Osttimors. Die internen Wahlen wurden nun ohne Aufsicht des Regimes durchgeführt, so dass der Einfluss der RENETIL weiter innerhalb der IMPETTU wuchs. Ab September 1996 stellten sich die IMPETTU-Ortsverbände unter die Führung und Koordination von RENETIL-Vizegeneralsekretär Mariano Sabino Lopes.
Am 7. Dezember 1995 demonstrierten Studenten der RENETIL, IMPETTU und der Associação Socialista Timorense AST gemeinsam vor den Botschaften der Niederlande und Russlands in Jakarta. Dazu gesellten sich indonesische pro-Demokratie-Aktivisten. Im März 1997 drang eine Gruppe von RENETIL-Aktivisten in die österreichische Botschaft in Jakarta ein. Sie konnten durchsetzen, dass der Bevollmächtigte des UN-Generalsekretär Jamsheed Marker auf seinem Weg nach Osttimor, bei seinem Zwischenstopp in Jakarta den inhaftierten FALINTIL-Führer Xanana Gusmão treffen konnte. Nach der Aktion wurden 20 RENETIL-Mitglieder verhaftet. Zur Strafe wurden ihnen der indonesische Ausweis abgenommen und ihnen alle indonesischen Staatsbürgerrechte entzogen. Unter dem Vorwand, IMPETTU-Veranstaltungen durchzuführen, organisierte die RENETIL verschiedene Untergrundaktionen. Während die IMPETTU osttimoresische Studenten für Sportwettbewerbe, Seminare und Kulturfestivals aus ganz Indonesien zusammenbrachte, organisierte die RENETIL politische Treffen.
Am 21. Mai 1998 trat Präsident Suharto zurück und sein Nachfolger Jusuf Habibie führte demokratische Reformen ein. Im Auftrag der RENETIL rief Mariano Sabino Lopes am 6. Juni 1998 zu einer Konferenz der Regionalchefs der IMPETTU. Auf ihr wurden die einzelnen Verbände nun offiziell vereinigt und ein IMPETTU Führungsrat (DPP IMPETTU) unter Mariano Sabino Lopes gegründet. Am 12. Juni kam es zur größten Osttimordemonstration in Indonesien vor dem Gebäude des Außenministeriums in Jakarta. Über 1800 IMPETTU-Mitglieder forderten ein Unabhängigkeitsreferendum. Die Polizei beendete die Demonstration gewaltsam. Trotzdem gab es in den folgenden Wochen weitere Demonstrationen an verschiedenen Orten in Jakarta.
Am 30. August 1999 fand schließlich das Unabhängigkeitsreferendum in Osttimor statt, in dem sich die Bevölkerung mit deutlicher Mehrheit für die Unabhängigkeit von Indonesien aussprach. Nach einer letzten Gewaltwelle und dem Eingreifen der internationalen Schutztruppe INTERFET übernahmen die Vereinten Nationen die Verwaltung und entließen Osttimor 2002 schließlich in die Unabhängigkeit. In der 2001 gegründeten Partido Democrático finden sich zahlreiche ehemalige Mitglieder der RENETIL. Fernando de Araújo war bis zu seinem Tod 2015 Parteichef der PD und zuletzt Staatsminister, Koordinator für soziale Angelegenheiten und Minister für Bildung. Mariano Sabino Lopes ist Generalsekretär der PD und war von 2007 bis 2015 Minister für Landwirtschaft, Forstwirtschaft und Fischerei. Lucas da Costa war von 2007 bis 2012 Abgeordneter im Nationalparlament Osttimors. António da Conceição ist seit 2012 Minister für Handel, Industrie und Umwelt. Auch in anderen Parteien erreichten RENETIL-Mitglieder führende Positionen.

## Mitglieder

### Gründungsmitglieder

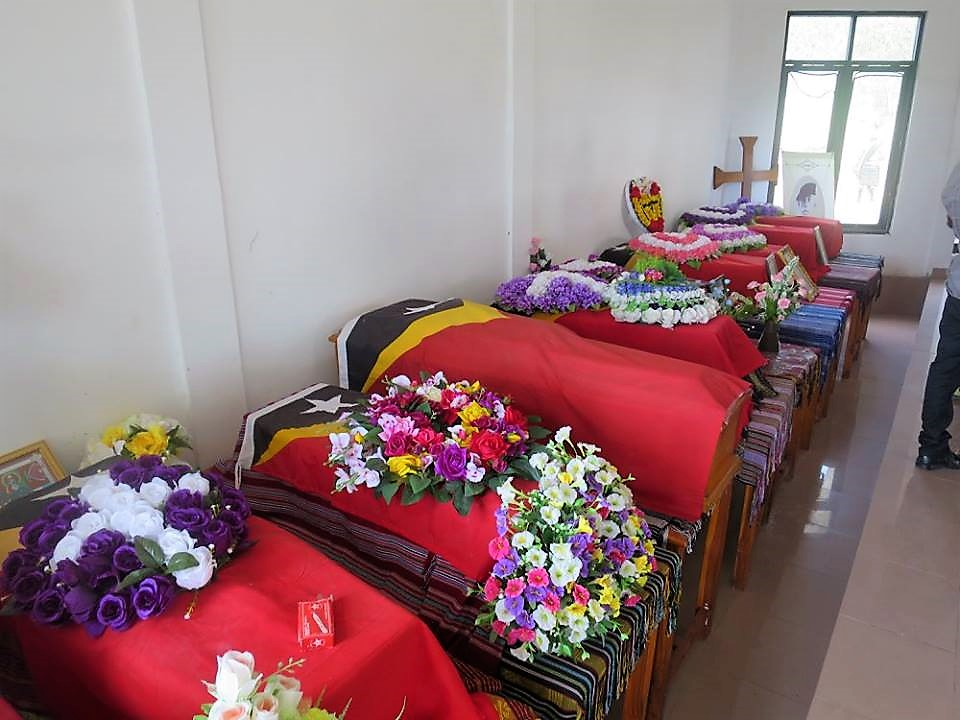
Begräbnis von Märtyrern der RENETIL

Fernando de Araújo, Lucas da Costa (Rama Metan), José Ave Maria X. Gonçalves (Si'ak), Júlio Abel Ribeiro (Tae Tudak), Marciano Octavio Garcia da Silva (Sury Sakar Subar), João Araújo (Mau-Terus), Adolpho Fontes (Mau Lamas), João Cardoso Fernandes (Mau Riba), Carlos da Silva Lopes (Saky) und Agapito Cardoso (Mau-Laco).

### Führung
Fernando de Araújo war Generalsekretär von 1989 bis 1999. Ihm folgte Miguel Manetelu.
Nachdem Araújo 1991 verhaftet worden war, übernahm José Antonio Neves die Leitung. Nach seiner Festnahme ging die Führung auf ein achtköpfiges Präsidium über. Dessen Mitglieder waren: Joaquim Fonseca, Virgilio da Silva, Benjamin Martins, Julio Jacob, Lucas da Costa, Adérito de Jesus Soares, José Pompeia und António da Conceição.
1996 wurde die Organisation in drei Regionalgruppen aufgeteilt: Indonesien, Osttimor und die restliche Welt. Joaquim Fonseca leitete die Gruppe Indonesien. Sein Stellvertreter war Mariano Sabino Lopes. António da Conceição führte die Gruppe Osttimor. Die Überseegruppe, mit Sitz in Portugal, stand unter der Leitung von Carlos da Silva Lopes. Mariano Sabino Lopes war ab 1996 Nationaler Koordinator der IMPETU.

### Weitere ehemalige Mitglieder
- Demétrio do Amaral de Carvalho, Umweltaktivist und Träger des Goldman Environmental Prize
- Jovito Araújo, Priester
- Rui Maria de Araújo, Gesundheits- und Premierminister (FRETILIN)
- Arsénio Bano, stellvertretende Parteivorsitzende der FRETILIN und Mitglied der Behörde der Sonderverwaltungszone Oe-Cusse Ambeno
- Eduardo de Carvalho (PD), Staatssekretär für Fischerei
- Francisco Dionisio Fernandes, Diplomat
- Arcângelo Leite (PD), Minister für Staatsadministration
- Lúcia Lobato, Justizministerin (PSD)
- Aniceto Guterres Lopes, Parlamentspräsident
- Miguel Manetelu (CNRT), Vizeminister für Soziale Solidarität
- Nélson Martins, Gesundheitsminister
- Gertrudes Araújo Moniz, Präsidentin der Demokratischen Frauenorganisation der PD und Abgeordnete
- Jacinto Rigoberto (CNRT), Staatssekretär für Sozialhilfe und Naturkatastrophen und Vizeminister für Soziale Solidarität
- Domingos Sarmento Alves (PD), Botschafter in Japan und den Vereinigten Staaten
- Abel Pires da Silva (PLP), IT-Experte und Politiker

## Belege
- Dan Nicholson: The Lorikeet Warriors: East Timorese new generation nationalist resistance, 1989-99, Department of History, Faculty of Arts, The University of Melbourne, Oktober 2001, abgerufen am 1. August 2020.